# Pheidole flavothoracica
Pheidole flavothoracica är en myrart som beskrevs av Hugo Viehmeyer 1914. Pheidole flavothoracica ingår i släktet Pheidole och familjen myror. Inga underarter finns listade i Catalogue of Life.